# The District Sleeps Alone Tonight
«The District Sleeps Alone Tonight» fue lanzado el 8 de julio de 2003 desde Sub Pop Records. El sencillo incluye una versión del tema "Suddenly Everything Has Changed" de The Flaming Lips, y dos remixes.
El título del tema hace referencia a Washington D. C., conocido coloquialmente como The District por sus habitantes. 
Gibbard escribió esta canción cuando su novia Allisyn Levy se trasladó a Washington D. C.
Este es el tercer CD editado por The Postal Service. La portada ha sido diseñada por Kozyndan.

## Versiones del tema
- Frank Turner versionó este tema el 20 de septiembre de 2007 en el Spitz en Londres.  También se incluyó esta versión en su álbum "The First Three Years".

- Rich O'Toole versiona este tema en su álbum "In a Minute or 2".

- Jonna Lee versionó este tema como cara-b de su single Dried Out Eyes, con el nombre de DC Sleeps Alone Tonight.

- Birdy versionó este tema para su álbum debut Birdy , con el nombre de The Districts Sleep Alone Tonight.

## Lista de canciones
Todas las canciones escritas y compuestas por The Postal Service. 
| The District Sleeps Alone Tonight |                                                            |          |  |
| N.º                               | Título                                                     | Duración |  |
| 1.                                | «The District Sleeps Alone Tonight»                        | 4:44     |  |
| 2.                                | «The District Sleeps Alone Tonight (remix by DJ Downfall)» | 6:55     |  |
| 3.                                | «Such Great Heights (remix by John Tejada)»                | 5:49     |  |
| 4.                                | «Suddenly Everything Has Changed (The Flaming Lips cover)» | 3:52     |  |